# دييغو فوزير
دييغو فوزر (بالإيطالية: Diego Fuser)‏ لاعب كرة قدم ايطالي دولي (ولد في فيناريا ريالي يوم 11 نوفمبر من العام 1968) بدأ مسيرته الكروية مع نادي تورينو وانضم بعدها إلى نادي ميلان ونادي فيورنتينا، وكانت مسيرته الابرز مع نادي لاتسيو ونادي بارما الذي فاز معه بكأس الاتحاد الأوروبي موسم 1998-1999 قبل ان ينهي مسيرته الكروية مع نادي كولينه الفيري عام 2012، اما دولياً فلعب فوزر في صفوف المنتخب الإيطالي 25 مباراة بين عامي 1993-2000 شارك خلالها في بطولة امم أوروبا 1996 

## روابط خارجية
- دييغو فوزر على موقع الاتحاد الأوربي (الإنجليزية)
- دييغو فوزر على موقع قاعدة بيانات كرة القدم.إي يو (الإنجليزية)
- دييغو فوزر على موقع ناشيونال فوتبول تيمز (الإنجليزية)
- دييغو فوزر على موقع Soccerbase.com (لاعب) (الإنجليزية)
- دييغو فوزر على موقع عالم كرة القدم.نت (الإنجليزية)